# Künstliches Aroma
Als künstliches Aroma bezeichnet man allgemein einen synthetisch erzeugten Geschmack oder Geruch, einen Lebensmittelzusatzstoff. Der Begriff des künstlichen Aromastoffs ist in Deutschland rechtlich definiert als „chemisch definierte Stoffe mit Aromaeigenschaften, die durch chemische Synthese gewonnen werden, aber nicht mit einem Stoff chemisch gleich sind, der in einem Ausgangsstoff pflanzlicher oder tierischer Herkunft [...] vorkommt“ (AromV.)

## Zusatzstoffe
Einige künstliche Aromen müssen wie Lebensmittelzusatzstoffe zugelassen und dürfen nur höchstmengenbeschränkt eingesetzt werden. Folgende Stoffe sind in speziellen Lebensmitteln begrenzt zugelassen:
- Künstliche Heiß- und Kaltgetränke, Brausen; Cremespeisen, Pudding, Geleespeisen, rote Grütze, süße Soßen und Fertigsuppen; Speiseeis; Backwaren, Teigmassen und deren Füllungen; Zuckerwaren, Brausepulver; Füllungen für Schokoladenwaren; Kaugummi
  - Ethylvanillin
  - Ethyl-2,3-epoxy-3-phenylbutyrat
  - Allylphenoxyacetat
  - α-Amylzimtaldehyd
  - Anisylaceton
  - Hydroxycitronellal
  - Hydroxycitronellaldiethylacetal
  - Hydroxycitronellaldimethylacetal
  - 6-Methylcumarin
  - Methylheptincarbonat
  - β-Naphthylmethylketon
  - 2-Phenylpropionaldehyd
  - Piperonylisobutyrat
  - Propenylguaethol
  - Resorcindimethylether
  - Vanillinacetat

- Lakritzwaren
  - Ammoniumchlorid

- Spirituosen und alkoholfreie Erfrischungsgetränke
  - Chininhydrochlorid
  - Chininsulfat

Künstliche Aromastoffe nehmen nur einen untergeordneten Anteil bei der Aromatisierung von Lebensmitteln ein, hier dominieren die natürlichen und naturidentischen Aromastoffe. Vor allem bei „einfachen“ Lebensmitteln wie nichtalkoholischen Getränken, Brausen, Süßwaren und Desserts kann eine Anwendung erfolgen, Ethylvanillin wird dabei am häufigsten eingesetzt.